# Erzbistum Tunis

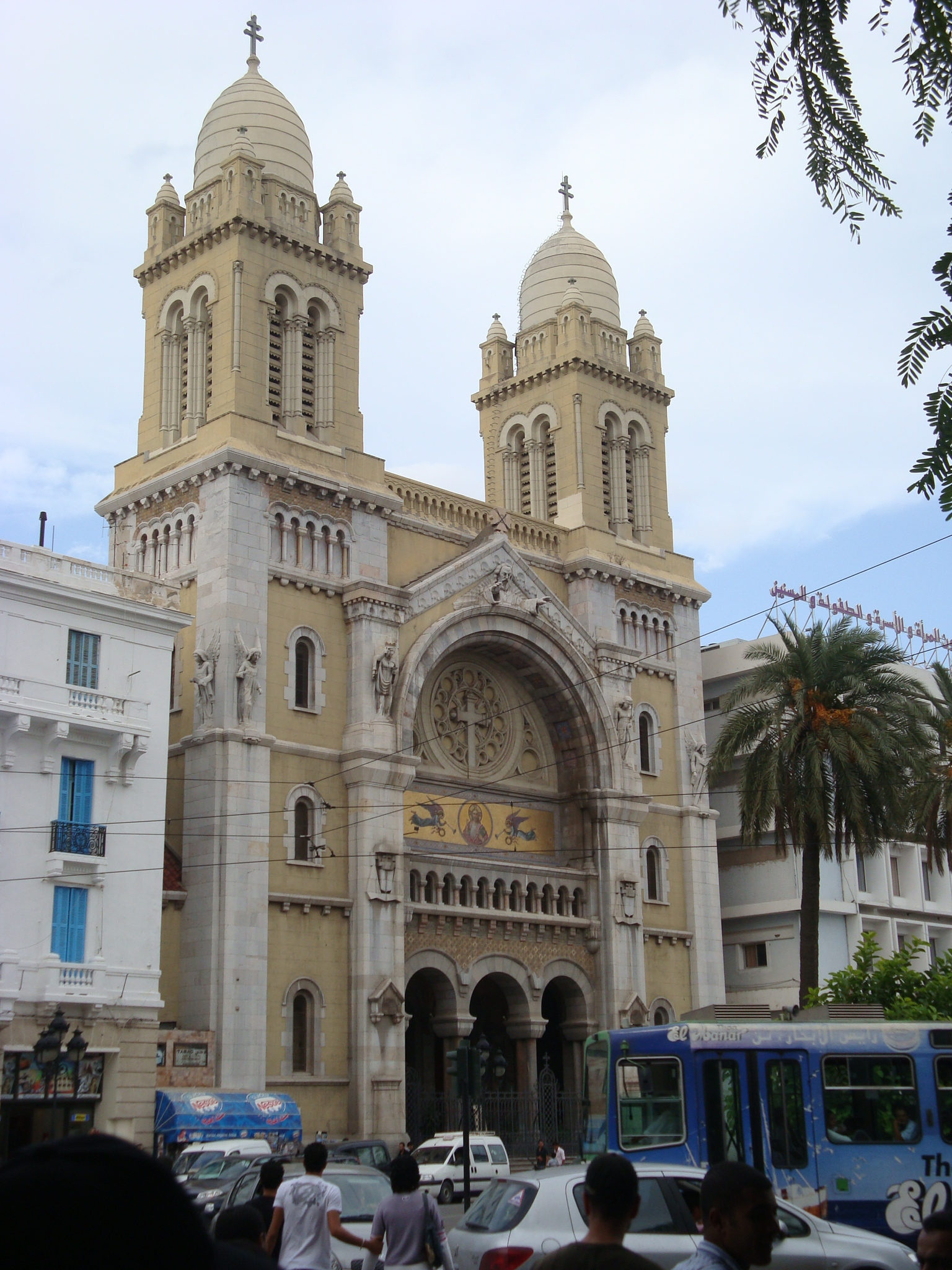
Kathedrale St. Vinzenz-von-Paul

Das immediate Erzbistum Tunis (lateinisch Archidioecesis Tunetana) ist eine in Tunesien gelegene römisch-katholische Erzdiözese mit Sitz in Tunis.

## Geschichte
1843 wurde das Apostolische Vikariat Tunis gegründet und am 10. November 1884 zum Erzbistum Karthago erhoben. Am 9. Juli 1964 wurde das Erzbistum in die Territorialprälatur Tunis umgewandelt, am 31. Mai 1995 zum Bistum und am 22. Mai 2010 erneut zum Erzbistum erhoben.

## Ordinarien
- Siehe: Liste der Erzbischöfe von Tunis

## Weihbischöfe
- 1887–1892 Félix-Jules-Xavier Jourdan de la Passardière CO, Titularbischof von Rhosus
- 1891–1896 Jules-Étienne Gazaniol, Titularbischof von Thuburbo Maius
- 1892–1924 Jean-Joseph Tournier, Titularbischof von Hippo Diarrhytus
- 1892–1930 Spiridion Poloméni, Titularbischof von Ruspae
- 1930–1937 Jean Saint-Pierre, Titularbischof von Gordus
- 1947–1953 Paul-Marie-Maurice Perrin, Titularbischof von Utica

## Statistik
| Jahr | Bevölkerung | Bevölkerung | Bevölkerung | Priester   | Priester           | Priester         | Priester               | Ständige Diakone | Ordensleute | Ordensleute | Pfarreien |
| Jahr | Katholiken  | Einwohner   | %           | Gesamtzahl | Diözesan- priester | Ordens- priester | Katholiken je Priester | Ständige Diakone | männlich    | weiblich    | Pfarreien |
| ---- | ----------- | ----------- | ----------- | ---------- | ------------------ | ---------------- | ---------------------- | ---------------- | ----------- | ----------- | --------- |
| 1949 | 280.000     | 3.230.950   | 8,7         | 170        | 80                 | 90               | 1.647                  |                  | 80          | 500         | 238       |
| 1959 | 70.000      | 3.800.000   | 1,8         | 179        | 88                 | 91               | 391                    |                  | 115         | 547         | 78        |
| 1970 | 35.000      | 4.960.000   | 0,7         | 83         | 37                 | 46               | 421                    |                  | 71          | 410         | 21        |
| 1977 | 18.000      | 5.870.000   | 0,3         | 61         | 26                 | 35               | 295                    | 1                | 52          | 250         | 24        |
| 1988 | 15.500      | 7.300.000   | 0,2         | 48         | 19                 | 29               | 322                    |                  | 38          | 198         | 15        |
| 2000 | 22.000      | 9.200.000   | 0,2         | 43         | 13                 | 30               | 511                    |                  | 39          | 160         | 13        |
| 2004 | 20.000      | 9.700.000   | 0,2         | 34         | 13                 | 21               | 588                    |                  | 25          | 139         | 11        |
| 2007 | 20.100      | 10.030.000  | 0,2         | 35         | 15                 | 20               | 574                    |                  | 28          | 126         | 10        |
| 2010 | 21.000      | 11.000.000  | 0,2         | 32         | 11                 | 21               | 656                    | 1                | 27          | 121         | 10        |
| 2022 | 30.210      | 11.789.320  | 0,3         | 27         | 6                  | 21               | 1.118                  |                  | 31          | 69          | 10        |